# Биг Лејк (Вашингтон)
Биг Лејк (енгл. Big Lake) насељено је место без административног статуса у америчкој савезној држави Вашингтон.

## Демографија
По попису из 2010. године број становника је 1.835, што је 682 (59,2%) становника више него 2000. године.
| Група             | 2000.         | 2010.         |
| Белци             | 1.079 (93,6%) | 1.647 (89,8%) |
| Афроамериканци    | 4 (0,3%)      | 8 (0,4%)      |
| Азијати           | 0 (0,0%)      | 38 (2,1%)     |
| Хиспаноамериканци | 32 (2,8%)     | 105 (5,7%)    |
| Укупно            | 1.153         | 1.835         |